# Synegiodes sanguinaria
Synegiodes sanguinaria är en fjärilsart som beskrevs av Moore 1867. Synegiodes sanguinaria ingår i släktet Synegiodes och familjen mätare. Inga underarter finns listade i Catalogue of Life.